# Fiat G.55 Centauro
Pour les articles homonymes, voir G55, G56 et Centauro.
Le Fiat G.55 Centauro est un avion de chasse, monoplace, monoplan d'interception et de supériorité aérienne, utilisé par l'aviation royale italienne, puis par l'aviation nationale républicaine (A.N.R.) avec l'avènement de la République sociale italienne, entre 1943 et 1945. 

## Conception
Le Fiat G.55 a été mis à l'étude en 1940 sous la direction du célèbre ingénieur Giuseppe Gabrielli. Le G devant chaque référence d'avion Fiat témoigne de son implication dans ces projets. Cet avion robuste et puissant a été le meilleur avion de chasse construit par Fiat Aviazione durant la Seconde Guerre mondiale et certainement un des meilleurs de cette époque.
Le premier exemplaire de la série du Fiat G.55 Centauro, un monoplan à moteur en ligne vola le 30 avril 1942. Il faisait partie des fameux chasseurs "série 5" avec le Reggiane Re.2005 et le Macchi M.C.205 Veltro qui devaient utiliser un moteur allemand, Daimler Benz DB 605A. Il représentait l'évolution logique des avions conçus par l'ingénieur Giuseppe Gabrielli, qui était l'auteur du fameux Fiat G.50 Freccia. En fait, Gabrielli avait conçu un nouveau moteur, le Fiat A.38 R.C. 15-45 qui n'avait pas encore été homologué lors de la réponse à l'appel d'offres du ministère et dut se résoudre à faire évoluer son projet pour y intégrer le moteur quasi imposé par la Luftwaffe dont Fiat Aviazione disposait d'une licence ouverte et fabriquera tous les exemplaires et plus qui seront utilisés en Italie et exportés vers l'Allemagne nazie, sous la référence Fiat RA.1050 RC.58 Tifone.
Fiat Aviazione rencontra des difficultés dans l'aménagement de la ligne de montage ce qui entraîna des retards et l'avion ne fut mis en service qu'à partir de juin 1943. Les premiers avions Fiat G.55 de présérie, une trentaine d'exemplaires de la série 0, furent livrés en avril 1943. Équipés de quatre mitrailleuses Breda-SAFAT de 12,7 mm et d'un petit canon Mauser de 20 mm placé au centre de l'hélice.
Sur les Fiat G.55 de la série 1, dont la production sera reprise en novembre pour la République sociale italienne, les deux mitrailleuses basses étaient remplacées par deux petits canons de 20 mm situés sur les ailes.

## La qualification du Fiat G.55
Au mois de février 1943, la Luftwaffe qui avait eu vent du nouvel avion Fiat, dépêcha en Italie une mission technique afin d'évaluer la qualité des trois avions italiens de la "série 5" et les compara avec leurs avions de pointe, les Messerschmitt Bf 109 et Focke-Wulf Fw 190. Selon le rapport émis, le Fiat G.55 est aussi bon grimpeur que les BF109 G-4 et FW 190 A-5, supérieur en matière d'armement et d'autonomie, mais moins agréable à piloter en raison d’une plus mauvaise visibilité sur les côtés et vers l'arrière. En outre, le rapport indique que l'appareil est inadapté à l'emploi en tant que chasseur-bombardier (Jabo). Le rapport conclut en indiquant que l'avion, équipé d'un moteur DB 603, serait probablement supérieur dans tous les domaines aux chasseurs actuels.
Une évaluation tactique poussée fut recommandée, mais jamais mise en place.
Contrairement à une légende tenace, la Luftwaffe ne passa aucune commande de Fiat G.55 ni ne recommanda l'abandon de la production des FW190 et BF109 au profit de ce dernier.
La commande de 3 600 appareils pour l'aviation royale italienne ne put être entièrement honorée en raison des bombardements des usines Fiat de Turin par les Britanniques et les Américains à la fin de l'année 1942 qui avaient sérieusement ralenti la cadence de production. L'aviation italienne ne recevra que 32 appareils avant l'armistice de 1943. Au total, 274 appareils seront produits jusqu'à la fin du conflit, et 75 après la capitulation allemande

## Engagements
Les 32 appareils livrés par Fiat furent utilisés avant l'armistice par l'aviation royale italienne. Puissant et robuste, le Fiat G.55 Centauro se révéla un adversaire redoutable pour les meilleurs chasseurs alliés.
Le Fiat G.55 était utilisé pour des missions de défense du ciel de la capitale italienne avec la 353e escadrille CT. Très peu de Fiat G.55 Centauro furent confisqués par l'aviation allemande car les pilotes de l'aviation royale italienne les avaient sabotés pour empêcher leur récupération. Avec la naissance de la République sociale italienne et la constitution d'une nouvelle force aérienne, la production des G.55 fut à nouveau autorisée. Les succès remportés par les pilotes italiens à bord de ces avions montrent la redoutable efficacité de cet appareil. 
Les bombardements répétés des usines Fiat le 25 avril 1944 réussirent à en bloquer la production. Les bombardements du 25 avril montrèrent ce que voulait dire la défense aérienne de l'Italie du Nord de cette époque. Les alliés arrivèrent avec plus de 100 bombardiers au-dessus des usines Fiat et déversèrent plus de 200 tonnes de bombes. Quelques chasseurs Macchi et sept Fiat G.55 tentèrent en vain une interception. Les alliés dénombrèrent quand même la perte de sept Consolidated B-24 Liberator.
Durant la dernière année du conflit, 37 avions Fiat G.55 furent fabriqués et livrés, 73 autres fabriqués n'auront pu être livrés intacts.
Au début de l'année 1944, 2 exemplaires Fiat G.55/I furent livrés à l'Argentine pour des essais.
Une variante Fiat G.56 sera également expérimentée, équipée du moteur DB 603. Seuls les 2 prototypes seront fabriqués.

## Utilisation après la guerre
Comme ce sera le cas pour le Macchi M.C.205, le Fiat G.55 "Centauro" a été produit en petite quantité, en fonction des possibilités de production après la guerre et ses bombardements, aux nouvelles Aviations militaires des pays arabes du Moyen-Orient, notamment l’Égypte qui l'utilisera comme chasseur-bombardier lors du conflit armé contre Israël en 1948. Selon certaines sources (non officielles) 19 exemplaires auraient été livrés à l'Égypte. Le Fiat G.55A avait 4 mitrailleuses Breda-SAFAT calibre 12,7 mm et deux supports de bombes de 100 kg chacun. L'aviation syrienne disposa de 16 appareils de ce type. Les canons Mauser n'équipaient pas ces versions ce qui les rendait insuffisamment armés.
Une trentaine d'exemplaires sera également exportée en Argentine

## Variantes et développements
À la demande de la Luftwaffe, en 1944 un prototype équipé du moteur Daimler-Benz DB 603 plus puissant voit le jour sous le nom de Fiat G.56. Les événements liés à la guerre empêcheront son développement.
Malgré l'opposition de l'ingénieur Gabrielli, son concepteur, le Fiat G.55 a vu une version expérimentale en chasseur porteur de torpille, le Fiat G.55S (Silurante), avec le dédoublement des prises d'air du radiateur et le montage du mécanisme de lancement d'une torpille de 450 mm.
Une version d'entrainement biplace, le Fiat G.55B sera par contre réalisée.
Après la guerre, son concepteur accepta de modifier la cellule afin d'y loger un moteur Rolls-Royce Merlin. C'est ainsi que le Fiat G.59 voit le jour en 1950. Il servira d'avion de formation et d'entrainement de l'Aviation militaire italienne.

## Le dernier exemplaire existant au monde
L’unique exemplaire du Fiat G.55 encore existant au monde est conservé au musée de l'Aviation militaire de Vigna di Valle, sur le lac de Bracciano près de Rome.
Cet avion a été restauré en partant des restes du Fiat G.59 A - MM. 53265, avion dérivé du Fiat G.55 dont seule la partie avant avait changé pour installer un moteur Rolls-Royce 500 en lieu et place du moteur Fiat.
Le projet de transformer un Fiat G.59 A, exposé au Parc de la Rimembranza de Novara, en Fiat G.55 - 1re Série fut porté par le Général Giuseppe Pesce du SMA en 1978.

## Variantes
- Fiat G 55 : version de base,
- Fiat G 55B : version d'entrainement biplace,
- Fiat G.55S : version lance torpilles (prototype)
- Fiat G 56 : Moteur Daimler Benz DB 603 plus puissant
- Fiat G 59 : Moteur Rolls-Royce Merlin. Version d'entrainement des pilotes.

## Autres caractéristiques
Le Fiat G.55 était particulièrement performant à haute altitude, à partir de 7 000 m.

## Utilisateurs

### Pendant la Seconde Guerre mondiale
Allemagne nazie
- Luftwaffe

 Royaume d'Italie
- Regia Aeronautica

 République Sociale Italienne
- Aéronautique nationale républicaine italienne

### Après la Seconde Guerre mondiale
Argentine
- Fuerza Aérea Argentina

 Égypte 1922-1952
- Royal Egyptian Air Force